# Miha Švalj
Miha Švalj, slovenski novinar in radijski voditelj, * 6. februar 1974, Ljubljana
Na Valu 202 opravlja delo radijskega novinarja, dnevnega urednika ter voditelja.   
Z radijskim delom se je prvič srečal na radiu Max v Trebnjem, nato pa vodil radijske oddaje na radiu Zeleni val v Grosupljem in na radiu Dur v Medvodah. Leta 2008 je izdal ilustriran turistični Ljubo in Ani v Ljubljani.  
Bil je eden izmed 571. podpisnikov Peticije zoper cenzuro in politične pritiske na novinarje v Sloveniji.